# Charles Henry Pearson
Pour les articles homonymes, voir Pearson.
Charles Henry Pearson, né le 7 septembre 1830 à Islington à Londres et mort le 29 mai 1894 à Londres, est un historien et homme politique australien né au Royaume-Uni.

## Biographie
Installé en Australie à partir de 1871, il est membre de l'Assemblée législative du Victoria de 1877 à 1892. En 1893, son ouvrage National Life and Character: a Forecast, qui prédit le déclin des Occidentaux face aux Asiatiques et en particulier la Chine, fait grand bruit dans les milieux intellectuels anglo-saxons. Cet ouvrage a eu une influence majeure sur les partisans d'un renforcement de la politique d'Australie blanche.

## Œuvre
- Russia by a recent traveller, Londres, 1859
- The Early and Middle Ages of England, Londres, 1861
- Insurrection in Poland, Londres, 1863
- History of England during the Early and Middle Ages, Londres : Bell & Daldy, 1867
- On the working of Australian Institutions, 1867
- On some historical aspects of Family Life, 1869
- Historical Maps of England, during the first thirteen centuries, Londres, 1870
- The Canoness: a Tale in Verse, 1871
- History of England in the Fourteenth Century, 1876
- Report on the State of Public Education in Victoria and suggestions as to the best means of improving it, Melbourne, 1878
- Brief statement of the Constitutional Question in Victoria, 1879
- Notes à la Satire XIII de Juvénal, avec Herbert Augustus Strong, 1887
- National Life and Character: a Forecast, 1893
- Biographical Sketch of Henry John Stephen Smith, 1894
- Reviews and Critical Essays, 1896. Recueils d'articles sélectionnés et introduits par Herbert Augustus Strong.
- Charles Henry Pearson fellow of Oriel and education minister in Victoria : Memorials by himself, his wife and his friends, Londres : Longmans, Green and Co., 1900

## Documentation
- John Tregenza, Professor of democracy; the life of Charles Henry Pearson, 1830-1894, Oxford don and Australian radical, Melbourne, Melbourne University Press; London, Cambridge University Press, 1968.